# Tabanus fumipennis
Tabanus fumipennis är en tvåvingeart som beskrevs av Christian Rudolph Wilhelm Wiedemann 1828. Tabanus fumipennis ingår i släktet Tabanus och familjen bromsar. Inga underarter finns listade i Catalogue of Life.